# Associazione Calcio Lumezzane 2006-2007
Questa pagina raccoglie le informazioni riguardanti l'Associazione Calcio Lumezzane nelle competizioni ufficiali della stagione 2006-2007.

## Stagione
Nella stagione 2006-2007 il Lumezzane da retrocesso ha disputato il girone A del campionato di Serie C2, con 37 punti in classifica ha ottenuto il quattordicesimo posto e per salvarsi è stato costretto agli spareggi dei Play-out con la Biellese, perdendo (1-0) a Biella e vincendo (3-1) a Lumezzane, evitando in questo modo una seconda retrocessione nei dilettanti. Con 8 reti Lorenzo Pinamonte è stato il miglior realizzatore dei valgobbini. Il torneo è stato vinto con 61 punti dal Legnano che è stato promosso direttamente in Serie C1, la seconda promossa è stata il Lecco che ha vinto i playoff. Nella Coppa Italia di Serie C il Lumezzane ha disputato il girone B di qualificazione, che è stato vinto dal Varese.

## Rosa
| N. |                   | Ruolo | Calciatore          |
| -- | ----------------- | ----- | ------------------- |
|    | Italia (bandiera) | A     | Andrea Arrighini    |
|    | Italia (bandiera) | C     | Giorgio Biancospino |
|    | Italia (bandiera) | A     | Liborio Bongiovanni |
|    | Italia (bandiera) | D     | Stefano Botti       |
|    | Italia (bandiera) | P     | Luca Brignoli       |
|    | Italia (bandiera) | D     | Emanuele Bruni      |
|    | Italia (bandiera) | D     | Fabio Buscaroli     |
|    | Italia (bandiera) | D     | Francesco Caco      |
|    | Italia (bandiera) | A     | Tommaso D'Attoma    |
|    | Italia (bandiera) | A     | Stefano Franchi     |
|    | Italia (bandiera) | C     | Luca Gambari        |
|    | Italia (bandiera) | D     | Stefano Ghidini     |
|    | Italia (bandiera) | P     | Pietro Giacomelli   |
|    | Italia (bandiera) | C     | Angelo Guerra       |
|    | Italia (bandiera) | A     | Denis Maccan        |

| N. |                   | Ruolo | Calciatore                |
| -- | ----------------- | ----- | ------------------------- |
|    | Italia (bandiera) | A     | Emanuele Morini           |
|    | Italia (bandiera) | A     | Luca Paghera              |
|    | Italia (bandiera) | C     | Daniele Pedruzzi          |
|    | Italia (bandiera) | A     | Lorenzo Pinamonte         |
|    | Italia (bandiera) | D     | Michele Pini              |
|    | Italia (bandiera) | C     | Francesco Quintavalla     |
|    | Italia (bandiera) | A     | Raffaele Simone Quintieri |
|    | Italia (bandiera) | C     | Mario Rebecchi            |
|    | Italia (bandiera) | C     | Marco Russo               |
|    | Italia (bandiera) | C     | Luigi Scaglia             |
|    | Italia (bandiera) | D     | Marco Slanzi              |
|    | Italia (bandiera) | C     | Pietro Strada             |
|    | Italia (bandiera) | D     | Matteo Teoldi             |
|    | Italia (bandiera) | P     | Roberto Zaina             |
|    | Italia (bandiera) | C     | Gilberto Zanoletti        |

## Risultati

### Campionato

#### Girone di andata
| Arbitro: | Liotta (Caltanissetta) |

|              |           |             |
| Andreini 43’ | Marcatori | 26’ Scaglia |

| Arbitro: | Barbiero (Vicenza) |

|               |           |  |
| Pinamonte 25’ | Marcatori |  |

| Arbitro: | Passeri (Gubbio) |

|                                            |           |  |
| Figos 33’ Troianiello 45+1’ Longobardi 86’ | Marcatori |  |

| Arbitro: | Nasca (Bari) |

|             |           |  |
| Scaglia 68’ | Marcatori |  |

| Arbitro: | D'Agostino (Empoli) |

|               |           |              |
| Di Felice 12’ | Marcatori | 3’ Pinamonte |

| Arbitro: | Barbirati (Ferrara) |

|               |           |  |
| Pinamonte 67’ | Marcatori |  |

| Valenza 15 ottobre 2006 7ª giornata | Valenzana             | 0 – 0 | Lumezzane | Stadio Comunale\| Arbitro: \| Ruini (Reggio Emilia) \| |
| Arbitro:                            | Ruini (Reggio Emilia) |       |           |                                                        |

| Arbitro: | Baracani (Firenze) |

|               |           |  |
| Pinamonte 51’ | Marcatori |  |

| Arbitro: | Bo (Genova) |

|  |           |                                  |
|  | Marcatori | 77’ (aut.) Volta 90+2’ Pinamonte |

| Arbitro: | De Toni (Schio) |

|                 |           |           |
| Scaglia 9’, 11’ | Marcatori | 43’ Koffi |

| Arbitro: | Gambini (Roma) |

|                      |           |                   |
| Cia 34’ Chiurato 73’ | Marcatori | 77’ (rig.) Morini |

| Arbitro: | Nicodano (Milano) |

|                         |           |              |
| Morini 18’ Rebecchi 30’ | Marcatori | 45+5’ Lepore |

| Arbitro: | Donati (Ravenna) |

|  |           |               |
|  | Marcatori | 60’ Taribello |

| Arbitro: | D'Alessio (Forlì) |

|               |           |  |
| Pietranera 7’ | Marcatori |  |

| Arbitro: | Cuscito (Firenze) |

|  |           |           |
|  | Marcatori | 73’ Volpe |

| Arbitro: | Scoditti (Bologna) |

|               |           |                                            |
| Cesca 8’, 27’ | Marcatori | 21’ (rig.), 75’ (rig.) Strada 30’ Pedruzzi |

| Arbitro: | Vanoli (Novara) |

|               |           |              |
| Pinamonte 33’ | Marcatori | 6’ D'Ainzara |

#### Girone di ritorno
| Lumezzane 14 gennaio 2007 18ª giornata | Lumezzane        | 0 – 0 | Pro Vercelli | Nuovo Stadio Comunale\| Arbitro: \| Pinzani (Empoli) \| |
| Arbitro:                               | Pinzani (Empoli) |       |              |                                                         |

| Arbitro: | Marrocco (Pisa) |

|              |           |  |
| Vianello 84’ | Marcatori |  |

| Arbitro: | Pecorelli (Arezzo) |

|                      |           |                         |
| Pinamonte 82’, 90+2’ | Marcatori | 38’ Chigou 58’ Oliveira |

| Arbitro: | Sguizzato (Verona) |

|             |           |  |
| Belotti 76’ | Marcatori |  |

| Lumezzane 11 febbraio 2007 22ª giornata | Lumezzane          | 0 – 0 | Torres | Nuovo Stadio Comunale\| Arbitro: \| Tramontina (Udine) \| |
| Arbitro:                                | Tramontina (Udine) |       |        |                                                           |

| Montichiari 18 febbraio 2007 23ª giornata | Montichiari     | 0 – 0 | Lumezzane | Stadio Romeo Menti\| Arbitro: \| Tidona (Torino) \| |
| Arbitro:                                  | Tidona (Torino) |       |           |                                                     |

| Arbitro: | Bagalini (Fermo) |

|  |           |                                 |
|  | Marcatori | 32’ Franchi 40’ Foglia 69’ Rana |

| Arbitro: | Borracci (San Benedetto del Tronto) |

|                                            |           |             |
| Arioli 24’ Bettini 68’ (rig.) Moscelli 86’ | Marcatori | 59’ Scaglia |

| Lumezzane 11 marzo 2007 26ª giornata | Lumezzane                 | 0 – 0 | Carpenedolo | Nuovo Stadio Comunale\| Arbitro: \| Pagano (Torre Annunziata) \| |
| Arbitro:                             | Pagano (Torre Annunziata) |       |             |                                                                  |

| Arbitro: | Fatta (Palermo) |

|                      |           |  |
| Malatesta 76’ (rig.) | Marcatori |  |

| Lumezzane 1º aprile 2007 28ª giornata | Lumezzane    | 0 – 0 | Südtirol | Nuovo Stadio Comunale\| Arbitro: \| Zonno (Bari) \| |
| Arbitro:                              | Zonno (Bari) |       |          |                                                     |

| Arbitro: | Merchiori (Ferrara) |

|            |           |                 |
| Egbedi 70’ | Marcatori | 6’ (aut.) Luoni |

| Arbitro: | Magno (Catania) |

|                         |           |  |
| Fabbrini 19’ Solari 68’ | Marcatori |  |

| Arbitro: | Manna (Isernia) |

|            |           |                |
| Maccan 22’ | Marcatori | 70’ Pietranera |

| Arbitro: | Prato (Lecce) |

|                                   |           |            |
| Agodirin 8’ Volpe 33’ Chiaria 87’ | Marcatori | 30’ Maccan |

| Arbitro: | Zanichelli (Genova) |

|                 |           |           |
| Bongiovanni 14’ | Marcatori | 87’ Cesca |

| Arbitro: | Taverna (Taurianova) |

|                            |           |            |
| Galli 45+1’ Villagatti 77’ | Marcatori | 2’ Scaglia |

### Play-out
| Arbitro: | Mannella (Avezzano) |

|             |           |  |
| Foderaro 4’ | Marcatori |  |

| Arbitro: | Candussio (Cervignano del Friuli) |

|                                           |           |          |
| Rebecchi 17’ Maccan 51’ Morini 68’ (rig.) | Marcatori | 32’ Turi |

### Coppa Italia di Serie C

#### Girone B
| Arbitro: | Russo (Milano) |

|                   |           |               |
| Sardelli 42’, 75’ | Marcatori | 85’ Zanoletti |

| Arbitro: | Vanoli (Novara) |

|           |           |                           |
| Strada 8’ | Marcatori | 38’ Belotti 90+3’ Marconi |

| Arbitro: | Sguizzato (Verona) |

|               |           |                                  |
| Buscaroli 22’ | Marcatori | 10’ Parmesani 87’, 90+2’ Piccolo |

| Arbitro: | Tidona (Torino) |

|                                               |           |                              |
| Ghidini 31’ (aut.) Boem 83’ (aut.) Lepore 90’ | Marcatori | 45’ D'Attoma 58’ Biancospino |

| Arbitro: | Manera (Castelfranco Veneto) |

|                       |           |             |
| La Cagnina 34’ (rig.) | Marcatori | 73’ Colosio |